# Litoria brongersmai
Litoria brongersmai és una espècie de granota del gènere Litoria de la família dels hílids originària d'Indonèsia.